# Tingambato (kommun)
Tingambato är en kommun i Mexiko.   Den ligger i delstaten Michoacán de Ocampo, i den södra delen av landet, 290 km väster om huvudstaden Mexico City.
Följande samhällen finns i Tingambato:
- Tingambato
- Pichátaro
- La Escondida
- El Mesón